# Nacistički vlak s blagom
Nacistički vlak s blagom, urbana legenda o nestalom nacističkom vlaku natovarenom zlatom i brojnim drugim blagom kojeg su nacisti sakrili negdje na području jugozapadne Poljske 1945. godine, u zadnji danima Drugog svjetskog rata. Usprkos potragama za vlakom i njegovim blagom koje su poduzete od 1945. godine nadalje, uključujući i angažman poljske vojske u potrazi za blagom za vrijeme Hladnog rata, vlak s blagom nije pronađen. Znanstvenici vjeruju da takav vlak nije nikada ni postojao i da je pričao o njemu produkt fantazije.